# Грандичи
Грандичи (бел. Гра́ндзічы) — до 2008 года деревня в Гродненском районе Гродненской области Республики Беларусь. В составе Путришковского сельсовета.

## География
Ближайшие населённые пункты Девятовка, Лапенки и др. (ныне в составе Гродно).

## Этимология
С основой Grand- старое балтское прусское имя Grande. От литовского имени Grandas топоним Grandai (вблизи современной литовско-польской границы, в 80 км от Грандичей).
Из топонимов, названия которых перекликаются со старопрусскими именами (Glausote, Tidde, Glinde), — Гловсевичи, Цидовичи, бывшие Глиндичи (ныне в составе Матеевичей).

## История
Известна с XVI века.
В 1905 году в Гожской волости Гродненского уезда Гродненской губернии.
В 1940—1987 годах центр Грандичского сельсовета. Затем входила в состав Путришковского сельсовета.
24 апреля 2008 года деревня включена в состав города Гродно.

## Население

### Численность
- 1999 год — 1 193 жителей

### Динамика
- 1905 год — 350 жителей (деревня Грандзичи); 33 жителей (имение Грандзичи); 40 жителей (имение Грандзичи-Мончин).[2]
- 1999 год — 1 193 жителей (перепись населения).

## Достопримечательность

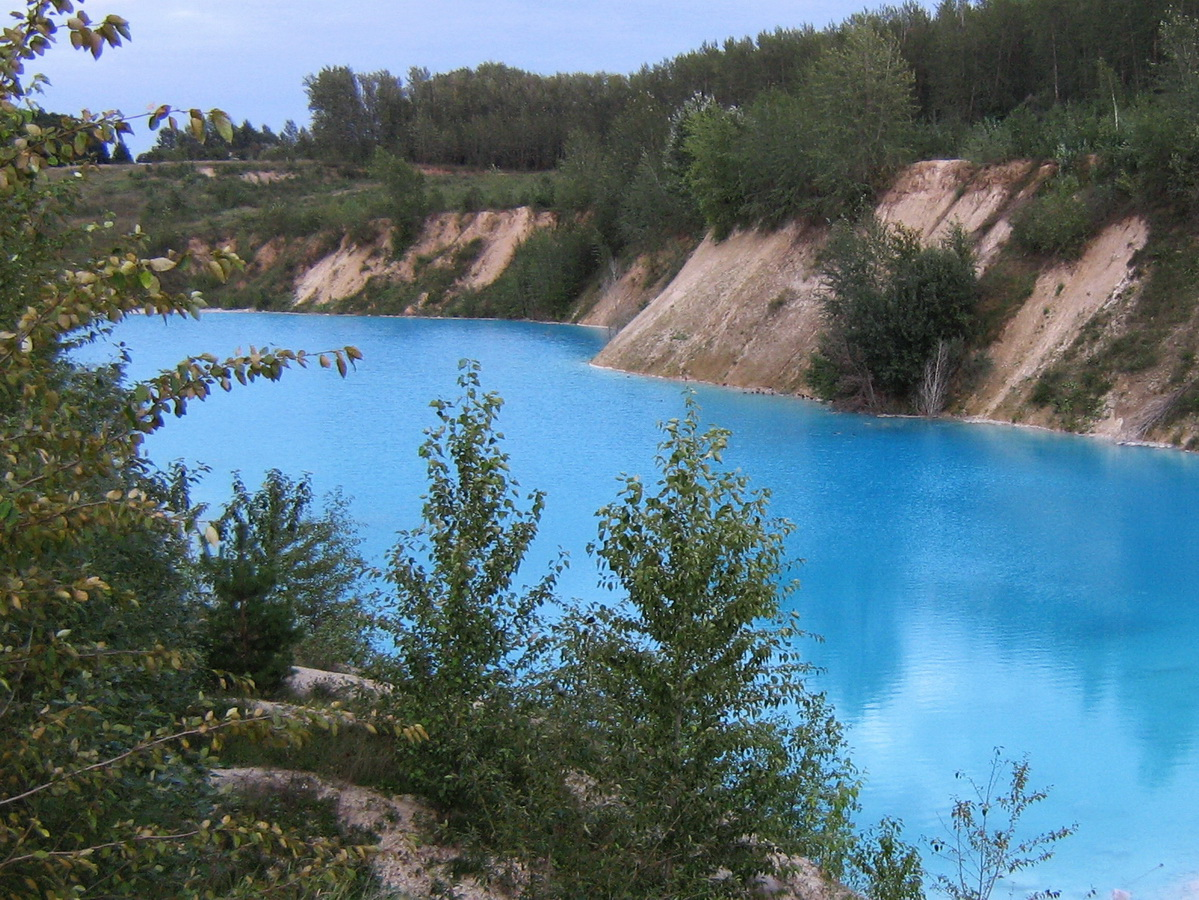
Карьер на запад от Грандичей

- Карьер на запад от ГрандичейКостёл Святого Роха (1910)[5] — католический храм, памятник архитектуры неоготики.
- На правом берегу реки Неман выделяется Грандичская гляциодислокация составлена из мергельно-меловых пород верхнего мела, палеогеновых глауконитово-кварцевых песков и мергелей, антропогеновых водно-ледниковых и собственно ледниковых (моренных) отложений. Грандичское месторождение мела находится в 0,7 км к западу от бывшей деревни паклад в виде трех линз-блоков связан с ледниковыми отложениями сожского оледенения, месторождение разрабатывается.[6]

## Известные лица
- Бронислав, Богатыревич (1870—1940) — военный.